# Вуд, Адам
Адам Кеннет Комптон Вуд (англ. Adam Kenneth Compton Wood; род. 13 марта 1955) — британский дипломат, 29-й лейтенант-губернатор острова Мэн (2011—2016).

## Биография
Адам Кеннет Комптон Вуд родился 13 марта 1955 года. Он получил образование в Королевской гимназии Хай-Уиком, а в 1977 году окончил Ориел-колледж в Оксфорде. 
За годы своей дипломатической карьеры Вуд служил в качестве Верховного комиссара Великобритании в Уганде в 2002—2005 годах, а затем Верховного комиссара в Кении в 2005—2008 годах. До 2010 года он был директором по вопросам Африки в Министерстве иностранных дел и управлял дипломатическими миссиями Великобритании на материке.
7 апреля 2011 года Вуд был приведён к присяге в качестве 29-го лейтенант-губернатора острова Мэн и занимал эту должность до 27 мая 2016 года. 